# Say You're Just a Friend
"Say You're Just a Friend" é uma canção pelo cantor, compositor e ator estadunidense de música pop Austin Mahone para seu EP, Extended Play. A canção possui vocais do rapper americano Flo Rida. A foi escrita por Leon Huff, Kenny Gamble, Tramar Dillard, Justin Franks, Nick Bailey, Mike Freesh, Trent Mazur, Ryan Ogren, Ahmad Belvin e produzida por DJ Frank E, Mike Freesh, Trent Mazur. A canção foi lançada nos Estados Unidos como download digital em 3 de dezembro de 2012. A canção interpola o refrão da canção "Just a Friend" do rapper Biz Markie.

## Videoclipe
Um vídeo da música para acompanhar o lançamento de "Say You're Just a Friend" foi lançado no YouTube em 8 de fevereiro de 2013 em um comprimento total de três minutos e 16 segundos. A garota estrelando como o interesse amoroso de Mahone é a modelo Kimberly Schanks.
Um segundo vídeo da música foi lançado em 27 de fevereiro, desta vez é o vídeo da versão piano da música.

## Lista de faixas
- Download digital

1. "Say You're Just a Friend" com a participação de Flo Rida – 3:02

## Créditos e pessoal
- Vozes principais – Austin Mahone, Flo Rida
- Letra – Austin Mahone, Leon Huff, Kenny Gamble, Tramar Dillard, Justin Franks, Nick Bailey, Mike Freesh, Trent Mazur, Ryan Ogren, Ahmad Belvin
- Produtoress – DJ Frank E, Mike Freesh, Trent Mazur
- Gravadora: Chase, Universal Republic Records, Republic Records

## Tabelas
| Parada (2013)                                   | Melhor posição |
| ----------------------------------------------- | -------------- |
| Bélgica (Ultratip Bubbling Under de Flandres)   | 2              |
| Bélgica (Ultratip Bubbling Under da Valônia)    | 32             |
| Ucrânia (FDR Charts)                            | 1              |
| Estados Unidos (Bubbling Under Hot 100 Singles) | 4              |

## Histórico de lançamento
| País           | Data                  | Formato          | Gravadora               |
| -------------- | --------------------- | ---------------- | ----------------------- |
| Estados Unidos | 3 de dezembro de 2012 | Download digital | Chase, Republic Records |
| Bélgica        | 7 de dezembro de 2012 | Download digital | Chase, Republic Records |